# Ókori egyiptomi vallás

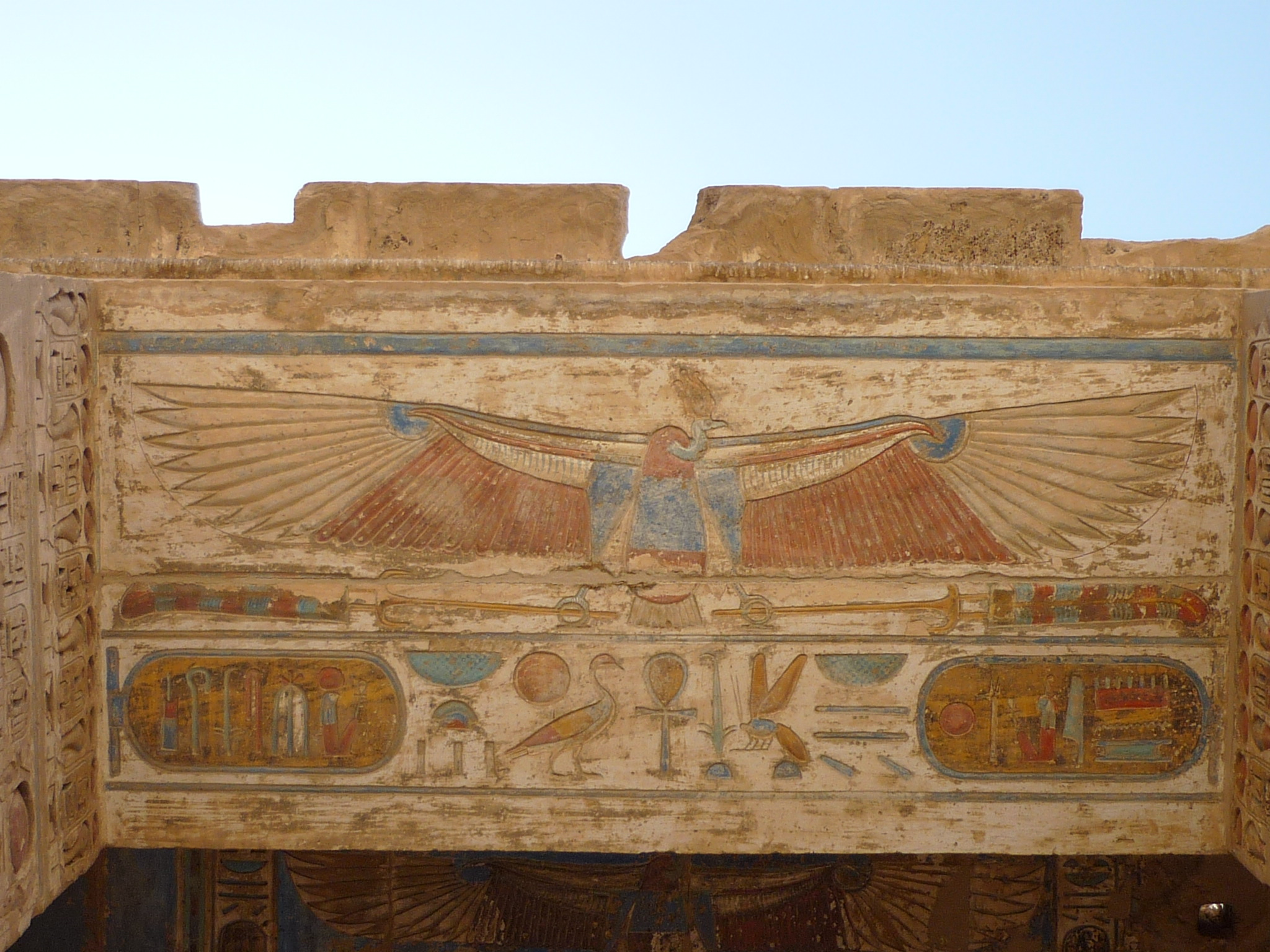
Szárnyas napkorong III. Ramszesz Medinet Habu-i templomában

Az ókori egyiptomi vallás politeista nézetek és rituálék összetett rendszere volt, amely az ókori egyiptomi kultúra szerves részét képezte. Több ezer éves története során különböző fejlődési szakaszokon ment keresztül. Egészen a késő ókorig, a római uralom idejéig létezett, amikor is végül az államvallássá váló kereszténység kiszorította és a római császárok betiltották.
Ismereteink a hivatalos egyiptomi teológiából és a lakosság felső rétegeinek kultuszemlékeiből származnak. E vallásból a mai fogalmak szerinti dogmatikus rögzítés hiányzik, az egyiptomi világképnek azonban egységes színezetet ad a vallási mítoszokban a világrend harmóniájára való törekvés megnyilvánulása. Nincs kanonikus rögzítés a vallási irodalomban sem, melyek első megjelenési formája az V. dinasztia utolsó fáraójának, Unisznak (ur. i. e. 2356-2323) és a VI. dinasztia fáraóinak piramisában talált piramisszövegekkel esik egybe. E szöveggyűjtemények középbirodalmi utódjának tekinthetők a koporsószövegek és a már papiruszra írt Halottak Könyve a Közép- és újbirodalom idejéből.
Az egyiptomi vallásfilozófia egyik alapvetése az úgynevezett memphiszi teológia. Ezekből az írásos emlékekből megállapítható, hogy az egyiptomiak egyes természeti jelenségekben természetfölötti erőknek a megtestesülését látták, melyet a hieroglif írásban, a művészi ábrázolásokban emberi, állati, növényi vagy akár egy tárgy alakjában mintáztak meg. Egy-egy isten megjelenhetett nemcsak emberi, hanem állati alakban is, sőt nagyon gyakran az emberi testet állatfejjel olvasztották egybe. Ugyancsak lényeges volt az istenek elnevezése is, ami jellemezte viselőjét: az Elrejtett, az Alkotó, a Hatalmas stb. A vallásos hiedelmek között nagy szerepe volt a mágiának, hisz az egyiptomiak felfogása szerint egy természetfeletti erő igénybe vétele kellett mindenféle baj, veszedelem, betegség leküzdéséhez. Ilyen természetfeletti erőt tulajdonítottak a különböző varázsszövegeknek. Elképzelésük szerint a fáraó, akit Hórusz földi helytartójának tartottak szintén varázserőt sugárzott. A fáraónak a napisten, Ré fiaként való tisztelete az óbirodalom közepétől vált általánossá.
Az isteni erők sokféleképpen való megtestesítése mellett az egyiptomi vallás egyik legjellemzőbb részei a napkultusz és a halottkultusz. Ahogy a földi élet Ré napsugarainak eredménye, úgy a halál utáni továbbélés, a fennmaradás lehetőségét az Ozirisz-hit adta, s ennek része volt a mumifikálás, amivel a halott túlvilági életét akarták biztosítani.
Az egyiptomi vallás egészén két tényező hatása vonul át: a szellemhité, mely mint lélekhit az egyiptomiak
páratlanul fejlett halott- és őskultuszát táplálja; továbbá a vele párosult varázslaté, mely áthat a vallásra, átalakítja az istenek erejéről való felfogást, az isteneket aláveti a varázsszövegeknek, a halottakat mentesíti az erkölcsi felelősség alól az ítéleten, alapjává lesz a király és az egyedek istenné válásának.
A vallás gyakorlásának helyei a templomok voltak, melyek egyben iskoláikkal, könyvtáraikkal a tudománynak, a művelődésnek és a teológiai irodalomnak is a centrumaiként szolgáltak.

## Egyiptomi istenek
A korai vallás öt területileg elkülönülő csoportra osztható:
- a héliopoliszi kilencek (enneád), élükön Atum
- a hermopoliszi nyolcak (ogdoád), élükön Ré
- az elephantinéi Hnum-Szatet-Anuket hármas, élükön Hnum
- a thébai Ámon-Mut-Honszu hármas, élükön Ámon
- a memphiszi Ptah-Szahmet-Nofertum hármas, élükön Ptah. (Szokatlan módon itt nem volt kapcsolat az istenek között, mielőtt a triász kialakult.)

Az egyiptomi isteneket korán rendszerbe foglalta a papok tudománya; de ezt a rendszert itt is megelőzték a helyi kultuszok. Minden városnak megvan a maga helyi istene, templommal, kultusszal. A helyi istenre állnak általában az istenség jelzői. Az istent rendesen saját városáról nevezik el, amolyan nemesi előnév módjára: X. város Ura. A város mellett, rendesen a nyugati oldalon van a temető. Annak is van istene. A legtöbb helyi isten eredeti jellege bizonytalan; nincs határozott kapcsolata égitesttel, nincs egyirányú működése (harcisten, gyógyító stb.), Legtöbbjük hímnemű, feleségük rendszerint - későbbi házasodással kerül hozzájuk. A természeti mitológia lassan hatja át őket; jellegük azután is változik; csak épp állatalakjuk marad állandó. A mitológia mellett a történelem is színezi alakjukat.
Egyiptom hosszú és sokrétű történelme során a domináns hiedelmek folyamatosan változtak, összeolvadtak, ahogy különböző uralkodói csoportok kerültek hatalomra. A mai ismereteink szerint ez a folyamat a klasszikus egyiptomi civilizáció vége után is folytatódott. Az újbirodalom során Réből és Ámonból Ámon-Ré lett. Ez az egy istenné való „összeolvadás” szinkretizmusként ismert. A szinkretizmus nem tévesztendő össze az egyszerű csoportosítással, vagy az istenek családjaival (mint Ámon, Mut és Honszu esetében, ahol semmiféle „összeolvadásról” nem beszélhetünk). Idővel az istenségek több szinkretikus kapcsolatba kerültek egymással, például Ré és Hórusz Ré-Harahtivé vált. Azonban egy ilyen szinkretikus kapcsolatban részt vevő istenek nem olvadnak bele maradéktalanul az egyesített istenségbe, de az egyikük egyénisége gyakran jelentősen gyengül. Előfordul, hogy a szinkretikus kapcsolatok több mint két isten között alakulnak ki, ilyen például Ptah, Szokarisz és Ozirisz hármasa, amely Ptah-Szokarisz-Ozirisszé vált. Fontos megemlíteni, hogy néha egy istenség tulajdonságai szinte teljesen azonosulnak egy másikéval, mindenféle „formális” szinkretizmus nélkül (ilyen például a Hathor és Ízisz közötti laza kapcsolat).
Az ősi egyiptomi vallás egyik érdekessége, hogy néha ugyanazon istenek egészen ellentétes szerepekben tűnnek fel. Például Szahmetet, a nőstény oroszlánt Ré azért küldte az emberek közé, hogy falja fel őket, büntetésképpen az ellene irányuló felkelésükért. De később Szahmet a birodalom, az élet és a betegek ádáz védelmezőjévé vált. Ennél sokkalta összetettebb Széth szerepe. Mai szemlélettel Széth mitológiája alapján könnyű őt ravasz gonosztevőnek, minden rossz forrásának tekinteni, különösen ha csak az Ozirisszal való kapcsolatát nézzük. De korábban Széth volt Apóphisz elpusztítója (Ré szolgálatában, annak Nap-bárkáján), és ezáltal segítette a Ma'at megerősítését (igazság, igazságosság, harmónia).
A vallás változatos és összetett történelme mellett nem meglepő, hogy a teizmus több különböző formája alakult ki. Többnyire henoteista természetű, de néhány ponton egyfajta monoteizmus (mint Ehnaton uralkodása alatt). Fontos felismerni, hogy veszélyes az ókori egyiptomiak vallását a teizmus bármilyen sajátságos formájának tekinteni. Még veszélyesebb azt állítani, hogy a klasszikus egyiptomi civilizáció végnapjai felé egyre inkább teret nyert a monoteizmus. Az ebből az időből (görög-római korszak) származó bizonyítékok ennek éppen az ellenkezőjét mutatják: miközben a szinkretizmus még mindig jelen van (és egyre gyakrabban egyiptomi és Egyiptomon kívüli istenségek között), még sok istent imádtak és szolgáltak. Példa erre e kései korszak Thot imádata, amit bizonyít a számára áldozatként bemutatott mumifikált íbiszmadarak óriási száma. Ezenkívül az egyiptomi istenek tisztelete az Egyiptomon kívüli országokban is terjedni kezdett, például a római civilizációban.

## Főbb mítoszok
Az egyiptomiak hite szerint kezdetben az univerzumot a káosz sötét vizei töltötték be. Ré-Atum, az első isten a vízből tűnt elő, ahogyan Egyiptom földje mutatkozik meg minden évben a Nílus áradásai közt. Ré-Atum köpött egyet, és a köpetből lett Su (levegő) és Tefnut (nedvesség). A világot ők teremtették, mikor életet adtak két gyermeküknek: Nutnak (ég) és Gebnek (Föld). Az embereket akkor teremtette Ré-Atum, mikor Su és Tefnut kóborlásaik során eltévedtek a sötét pusztaságban. Ré-Atum elküldte a szemét hogy fellelje őket, és a megtalálásukkor hullajtott örömkönnyeiből lettek az emberek.
Ozirisz Nut és Geb fia, valamint Egyiptom királya volt. A testvére, Széth képviselte a gonoszat a világegyetemben. Megölte Oziriszt, így ő lett az uralkodó, majd Ozirisz testét darabokra szabdalta. Ízisznek sikerült a legtöbb részt fellelnie és megmentenie, majd eltemette férjét. Széth kikiáltotta magát királynak, de Ozirisz fia, Hórusz kihívta maga ellen. Széth veszített, és száműzték a sivatagba, ahol a szörnyű viharok istene lett. Anubisz mumifikálta Oziriszt, aki a holtak birodalmának, a fia, Hórusz pedig az élők világának az uralkodója lett. A fáraókat Hórusz leszármazottainak tekintik.
Egy másik változat szerint Széth készített egy ládát, amelybe csak Ozirisz férhetett bele, majd meghívta őt egy ünnepségre. Széth fogadást ajánlott, hogy senki sem tölti ki pontosan a ládát. Ozirisz volt az utolsó aki megpróbálta, de még mielőtt megtette, Széth megkérte hogy tarthassa addig a koronáját. Ozirisz belelegyezett, és belelépett a ládába. Ahogy lefeküdt, Széth rácsapta a fedelet és a koronát a saját fejére illesztette, a ládát pedig vízre bocsátotta a Níluson. Ízisz addig nem szerzett tudomást a férje haláláról, míg a szél meg nem súgta neki. Ekkor a fiát biztonságos helyre vitte, és egy varázslattal biztosította, hogy senki ne találhasson rá. Miközben a férjét kereste, egy gyermek elmondta neki, hogy egy láda vetődött a Nílus partjára, és egy fa nőtt ki belőle. A fa olyan egyenes volt, hogy a király oszlopot faragtatott belőle. Ízisz elment a királyhoz, és kérte hogy adják oda neki a férje holttestét, amit meg is kapott. Az alvilág istene ekkor azt mondta neki, hogy Ozirisz ismét király lesz, de ezúttal az alvilágé.

## Halál utáni élet

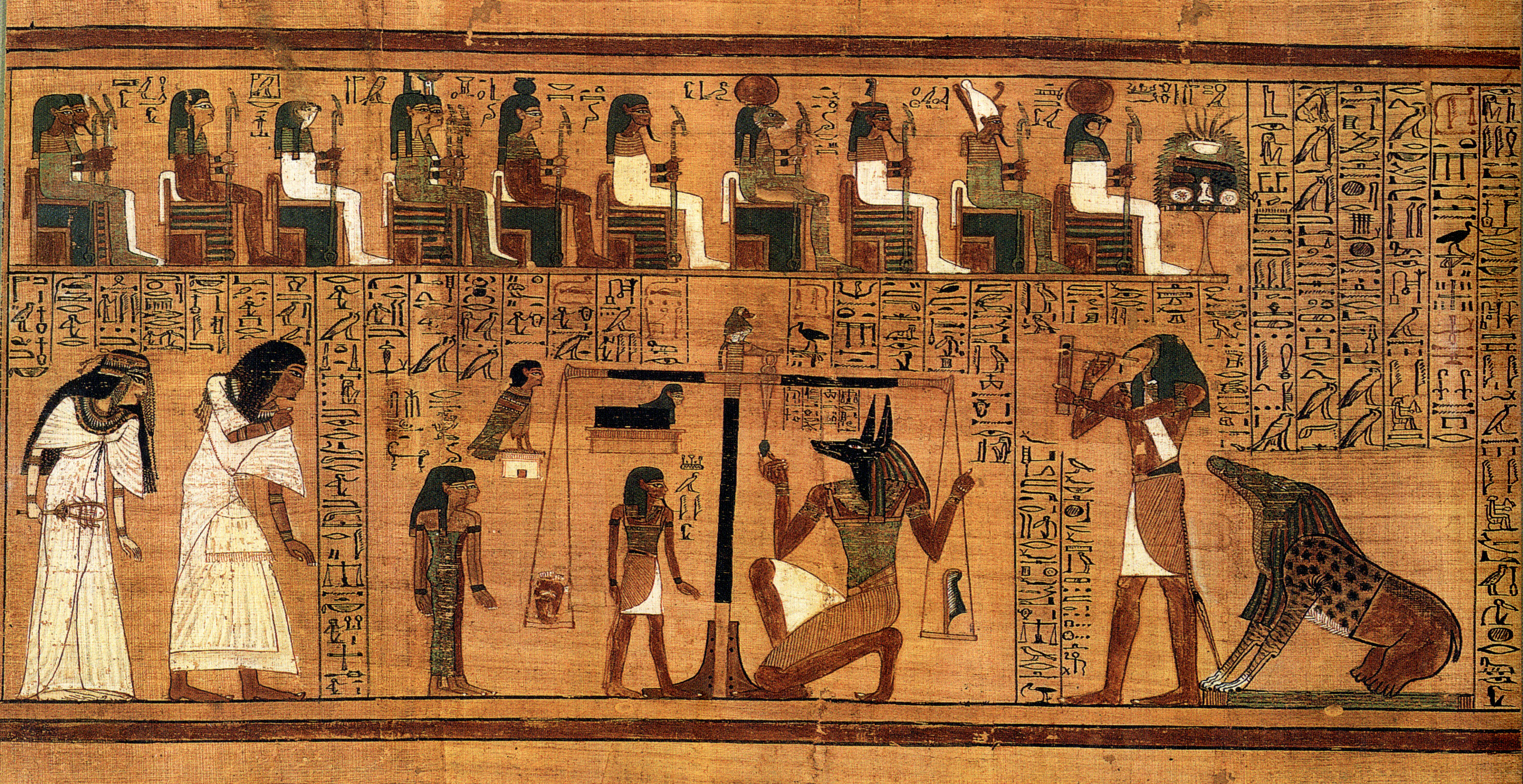
A Holtak Könyve

Az egyiptomiaknak részletesen kidolgozott elképzelésük volt a halál utáni életről, bonyolult szertartásokkal törekedtek a test és a lélek felkészítésére a békés halál utáni életre. A lélekkel és a halál utáni élettel kapcsolatos hiedelmek központjában a test, vagyis a Ba megőrzése állt (a lélek pedig a Ka).
Ennek érdekében magas szintre emelték a balzsamozás művészetét, hogy megőrizzék az egyéneket az öröklét számára. Eredetileg a holtakat nádgyékénybe csavarva temették a forró homokba. Így a maradványok gyorsan kiszáradtak, megelőzve a bomlást, majd ezt követően eltemették az illetőt. Később már fából készült síremlékeket emeltek. A mumifikáció bonyolult folyamata a 4. dinasztia idejében alakult ki. Ennek során a lágyrészeket eltávolították, a helyüket megtisztították és kitöltötték nátronsóval, majd az egész testet beborították vele. Mivel megkövezendő bűn volt megsérteni a fáraó testét (még a halála után is), azt az embert, aki kőkéssel felvágta a hasat szertartásosan elűzték, miközben kövekkel dobálták meg.
Miután a só 40 nap alatt minden nedvességet kiszívott, a testet megtöltötték gyantába áztatott vászonnal, nátronnal és illatos fűszerekkel, majd lezárták nyílásait és kívül is bedörzsölték gyantával a konzerválás érdekében, majd vászoncsíkokkal bepólyázták, a gyolcsok közé pedig vallási amuletteket és talizmánokat helyeztek. Előkelőségek esetében a testet általában több egymásba helyezett koporsóba tették, amelyeknek a legkülső darabja egy kőszarkofág volt. A beleket, a tüdőt, májat és a gyomrot külön tartósították, és kanópuszedényekbe helyezték el, amelyeknek a védelmezője Hórusz négy fia. A teljes folyamat – melyet bonyolult varázsigék és imák kísértek – mintegy 70 napig tartott. Az így tartósított testek évezredekig megmaradtak. Más élőlényeket is mumifikáltak, amelyek egyiptomi családok kedvencei lehettek, de valószínűbb, hogy az isteneket szimbolizálták. Mostanáig íbiszeket, krokodilokat, macskákat, nílusi sügéreket és páviánokat találtak tökéletesen megőrződött formában.
A Halottak Könyve egy közel 2000 részből álló szöveg-, dal- és képgyűjtemény, amelyet papiruszra írtak. Az elhunytakhoz egyénileg módosították, és eltemették velük együtt, hogy segítsék az alvilágba történő utazásukat. Néhány sírban a Holtak Könyve megtalálható a falakra festve is. Egyik legjobban megőrződött példája Ani papirusza (The Papyrus of Ani), amely körülbelül Kr. e. 1240-ben készült, és amely a közös szövegeken felül több képet is tartalmaz Aniról és a feleségéről, a holtak birodalmában történő utazásukról.
A későbbi hiedelmek szerint a holtak lelkét Anubisz – a mumifikáció istene – a Duatban (alvilág) található ítélet csarnokába vezeti. Ezután az elhunyt szíve (amely egyben a tulajdonosa erkölcsiségének tanúja) mérlegre kerül, amelynek a másik oldalán egy Maatot reprezentáló madártoll van. Kedvező eredmény esetén a halottat Ozirisz elé viszik Aaruba. Ha viszont az ítélet az elhunyt ellen szól, akkor a démon Ammit – a Szívek Felfalója, harmadrészt krokodil, harmadrészt oroszlán és harmadrészt víziló szörnyeteg – elpusztítja a szívet, és a tulajdonosa örökre Duatban reked.

## A monoteista időszak

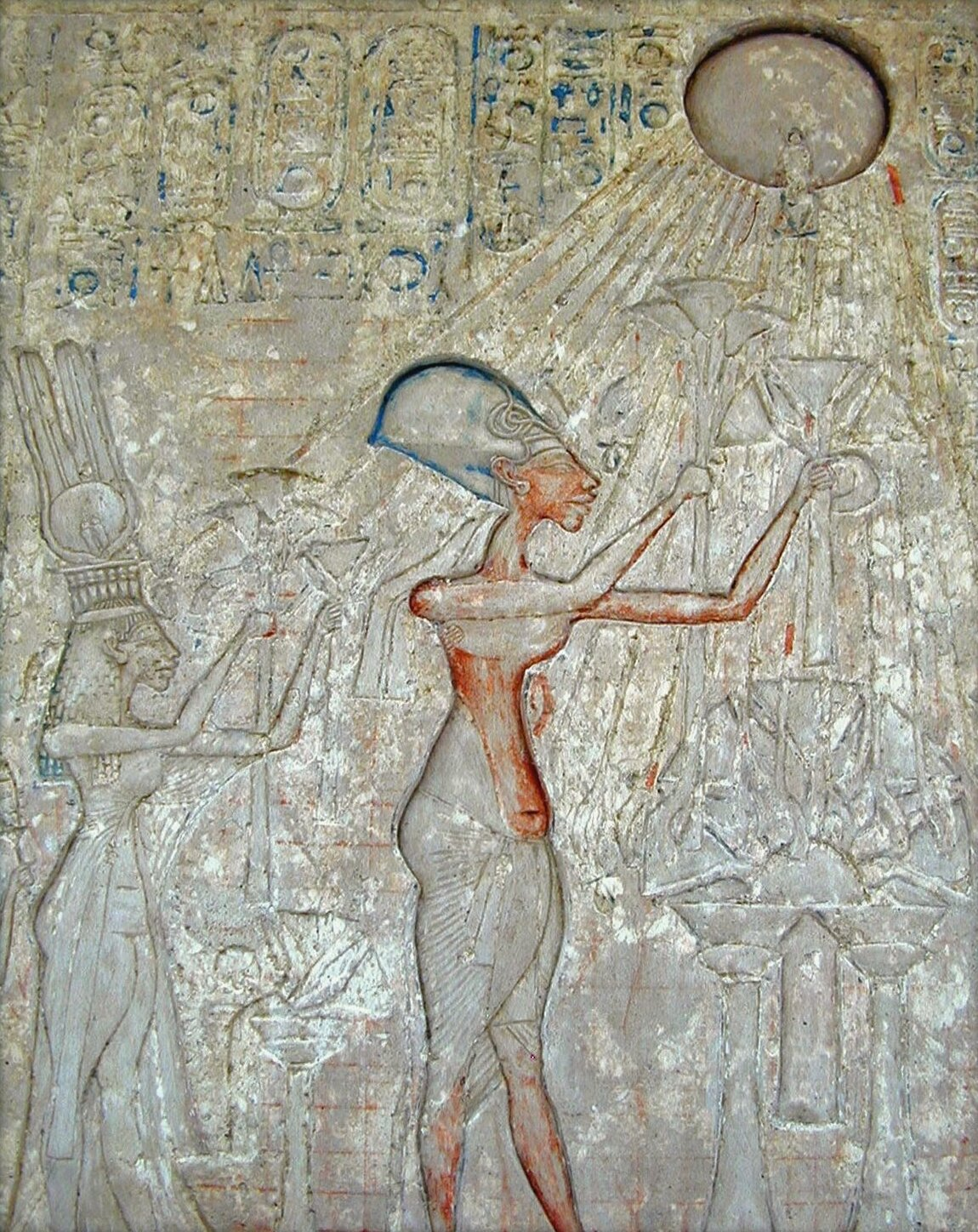
Ehnaton és felesége a "napkorong"ot (Aton) imádják

Ehnaton fáraó uralkodása alatt egy rövid részleges monoteista időszak következett be, az egyiptomi napisten, Aton kultusza. Ehnaton belpolitikai okokból egyre inkább elfordult a többi istentől, illetve a papságától, végül törvényen kívül helyezte a többi isten imádatát. Egy új fővárost (Amarna) emeltetett, amelyben csak Aton templomai találhatóak meg. Ez a vallási változás csak Ehnaton haláláig maradt érvényben, a régi vallást gyorsan visszaállította Tutanhamon nevében Horemheb. Tutanhamon ugyan letette a Tutanhaton nevet, de sírjában az Aton-kultuszra utaló tárgyak maradtak fenn. Érdekesség, hogy Tutanhamon (és több más visszaállítás utáni fáraó) neve hiányzik az elkövetkező korszakok királylistáiról, csakúgy mint az eretnek Ehnaton és Szemenhkaré.
A történészek többsége ezt a korszakot monoteistának tekinti, de néhány kutató szerint nem az. Állításuk szerint az emberek nem Atont imádták, hanem a királyi családot (mint egy panteont), akik az isteni hatalmukat Atontól kapták. Ezt a nézőpontot a történészek többnyire  elutasították. Ugyanakkor ez a monodteizmus nem igazán vallási változás volt, hanem sokkal inkább politikai. Ehnaton maga is csak uralkodásának egy rendkívül türelmetlen periódusában tiltotta be a többi isten kultuszát. Aton számára előbb egyszerű patrónus-isten volt, mint a személyi henoteizmusban megszokott, majd politikai eszközzé vált az Amon-papság elleni küzdelemben. Először Ré papsága felé fordult (az Aton-kultusz elemeinek jelentős hányada származik Ré kultuszaiból), majd teljesen önálló lett. A többi isten imádásának betiltása azt célozta, hogy a gazdasági és politikai hatalomban rendkívüll erős papi rétegeket kirekessze jövedelmeikből, és csökkentse a lakosságra gyakorolt befolyásukat.
Az Amarna-kor bukása után az eredeti egyiptomi panteon visszaállt, mint domináns vallás, egészen a kopt kereszténység (és később az iszlám) megjelenéséig. (Ennek ellenére az egyiptomiak továbbra is tartották a kapcsolatot más monoteista kultúrákkal, például a zsidókkal.) Az egyiptomiak meglepően kis ellenállást tanúsítottak a kereszténység terjedése ellen, amelyet néha azzal magyaráznak, hogy Jézus eredetileg egy (főleg Hóruszon alapuló) szinkretizmus volt, szintúgy Mária (mint Ízisz szinkretikus párja).

## Templomok

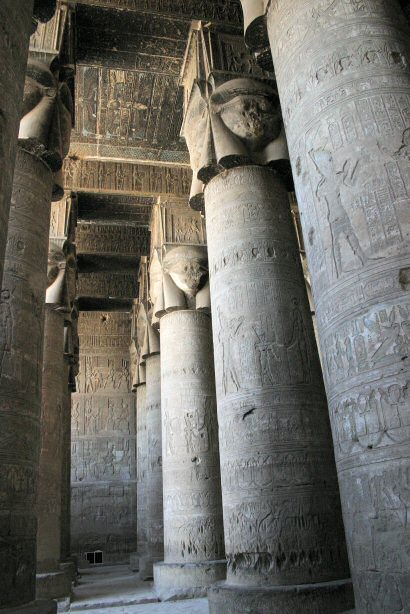
A denderai Hathor templom

Sok templom (amelyek ellenálltak az idő vasfogának) még jelenleg is áll. Az egyik legtermékenyebb templomépíttető valószínűleg II. Ramszesz fáraó volt (i. e. XIII sz.). A jelentősebb fennmaradt szentélyek:
- Abüdosz (Abüdoszi nagytemplom) – tisztelgés a korai uralkodók előtt, a mögötte elterülő temetkezési hely hatalmas kápolnájaként szolgál
- Abu Szimbel – két hatalmas sziklatemplomból álló komplexum a Nílus nyugati partján, Egyiptom déli részén
- Ain el-Muftella (Bahariya oázis) – feltehetőleg El Qasr városközpontja volt, körülbelül a 26. dinasztia idejében épült
- Bani Hasan al Shurruq – Egyiptom középső részén, Al-Minya közelében található
- Denderai templomegyüttes – több templom együttese, köztük az összes többit beárnyékoló, Hathornak szentelt főtemplom
- Edfu – a Ptolemaida dinasztia idejében épült templom Asszuán és Luxor között
- Hatsepszut halotti temploma – halotti templomegyüttes Dejr el-Bahri-nál, egy tökéletes harmóniájú oszlopsorral
- Karnaki templom – Egyiptom ókori fővárosának, Thébának a része volt egykor
- Kom Ombo temploma – innen felügyelték a Núbiából a Nílus völgyébe vezető útvonalakat
- Luxori templom – nagyrészt III. Amenhotep és II. Ramszesz uralkodása alatt épült, az Opet fesztivál központja volt
- Medinet Habu – több templomból álló komplexum az Újbirodalom idejéből, III. Ramszesz emlékére épült
- Philai – Philai szigete Aset templomával, amelyet a 30. dinasztia uralkodása alatt épült
- Ramesszeum – II. Ramszesz halotti temploma

## Fordítás
- Ez a szócikk részben vagy egészben az Ancient Egyptian Religion című angol Wikipédia-szócikk fordításán alapul.  Az eredeti cikk szerkesztőit annak laptörténete sorolja fel. Ez a jelzés csupán a megfogalmazás eredetét és a szerzői jogokat jelzi, nem szolgál a cikkben szereplő információk forrásmegjelöléseként.